# Nahr al-Kabir
Le Nahr al-Kabir, (en arabe النهر الكبير / Nahr al-Kabir, « grand fleuve », ou النهر الكبير الجنوبير / Nahr al-Kabir al-Janubiu, « grand fleuve du sud ») est un fleuve prenant sa source en Syrie, irriguant le Nord du Liban et se jetant dans la Méditerranée. Il était appelé Éléuthère dans l'Antiquité (du grec ancien Ἐλεύθερος / Eleútheros ; en latin Eleutherus). Long de plus de 50 kilomètres, il constitue la frontière libano-syrienne sur une quarantaine de kilomètres.
La majeure partie du fleuve n'est pas navigable ; cependant, on peut naviguer en barque dans son embouchure.